# Camponotus punctatus
Camponotus punctatus är en myrart som beskrevs av Auguste-Henri Forel 1912. Camponotus punctatus ingår i släktet hästmyror, och familjen myror. Inga underarter finns listade.